# Philomides metallicus
Philomides metallicus är en stekelart som beskrevs av Jean Risbec 1958. Philomides metallicus ingår i släktet Philomides och familjen gropglanssteklar.
Artens utbredningsområde är Zambia. Inga underarter finns listade i Catalogue of Life.